# Симинин, Сергей Фёдорович
Серге́й Фёдорович Сими́нин (укр. Сергій Федорович Сімінін; род. 9 октября 1987, Приморский, Крымская область) — украинский футболист, защитник клуба «Подолье» (Хмельницкий)

## Биография
Симинин переехал из Крыма в Луганскую область, в город Ровеньки. Сначала играл у себя в посёлке, а потом его пригласили в ДЮСШ. В одном матче с луганским спортинтернатом его заметили и пригласили в Луганск. Учился в луганском спортинтернате ЛОВУФК. Потом попал в «Зарю-2». В сезоне 2007/08 был в аренде в луцкой «Волыни» у Виталия Кварцяного, в Первой лиге дебютировал 19 июля 2007 года в матче против ФК «Львов». Позже вернулся в «Зарю». 1 ноября 2008 года дебютировал в Премьер-лиги Украины в матче «Шахтёр» — «Заря» (3:1). Зимой 2009 года был продан харьковскому «Гелиосу». Но в июне 2009 года он вернулся в луганскую «Зарю». В июле 2009 года появилась информация, что Симинин был на просмотре в алчевской «Стали».
31 июля 2009 года подписал контракт с луцкой «Волынью», взял 3 номер. Известен своим бойцовским характером на поле. Свой первый гол в официальных матчах на профессиональном уровне забил 23 ноября 2014 года в матче луцкой «Волыни» против донецкого «Металлурга», который завершился со счётом 2:1 в пользу лучан. Гол Симинина был признан лучшим в туре. Именно луцкий клуб стал для футболиста родным. В составе «Волыни» Симинин провел 250 матчей.
В феврале 2015 года у Симинина закончился контракт с лучанами, и Сергей стал свободным агентом. В феврале 2015 года перешёл в полтавскую «Ворсклу». В декабре 2016 года покинул стан «Ворсклы».
Летом 2017 года стал игроком ровенского «Вереса», подписав контракт по схеме «1+1». По истечении сезона 2017/18 стало известно, что клуб не собирается продлевать контракт с игроком, после чего он покинул «Верес» в статусе свободного агента.
В 2021 году перешел в «Карпаты», где выступал под руководством Андрея Тлумака. В июне 2022 года футболист и клуб прекратили сотрудничество по взаимному согласию.
С ноября 2022 года выступает за футбольный клуб «Львов». Дебютировал за команду 21 ноября в игре против «Ингульца». На 53-й минуте его заменил Назарий Муравский.

## Достижения
- Серебряный призёр Первой лиги Украины: 2009/10

## Статистика
| Сезон   | Клуб           | Лига                 | Чемпионат | Чемпионат | Кубок | Кубок | Дубль | Дубль | Еврокубки | Еврокубки |
| Сезон   | Клуб           | Лига                 | Игры      | Голы      | Игры  | Голы  | Игры  | Голы  | Игры      | Голы      |
| ------- | -------------- | -------------------- | --------- | --------- | ----- | ----- | ----- | ----- | --------- | --------- |
| 2006/07 | Заря (Луганск) | Высшая лига Украины  | 0         | 0         | 0     | 0     | 26    | 0     | —         | —         |
| 2007/08 | Заря (Луганск) | Высшая лига Украины  | 0         | 0         | 0     | 0     | 1     | 0     | —         | —         |
| 2007/08 | Волынь         | Первая лига Украины  | 35        | 0         | 1     | 0     | —     | —     | —         | —         |
| 2008/09 | Заря (Луганск) | Премьер-лига Украины | 1         | 0         | 0     | 0     | 13    | 0     | —         | —         |
| 2008/09 | Гелиос         | Первая лига Украины  | 9         | 0         | —     | —     | —     | —     | —         | —         |
| 2009/10 | Волынь         | Первая лига Украины  | 28        | 0         | 5     | 0     | —     | —     | —         | —         |
| 2010/11 | Волынь         | Премьер-лига Украины | 16        | 0         | 2     | 0     | 6     | 0     | —         | —         |
| 2011/12 | Волынь         | Премьер-лига Украины | 28        | 0         | 4     | 0     | 2     | 0     | —         | —         |
| 2012/13 | Волынь         | Премьер-лига Украины | 27        | 0         | 2     | 0     | 3     | 0     | —         | —         |
| 2013/14 | Волынь         | Премьер-лига Украины | 22        | 0         | 0     | 0     | 1     | 0     | —         | —         |
| 2014/15 | Волынь         | Премьер-лига Украины | 13        | 1         | 2     | 0     | 0     | 0     | —         | —         |
| 2014/15 | Ворскла        | Премьер-лига Украины | 11        | 0         | 2     | 0     | 0     | 0     | —         | —         |
| 2015/16 | Ворскла        | Премьер-лига Украины | 23        | 0         | 5     | 0     | 0     | 0     | 2         | 0         |
| 2016/17 | Ворскла        | Премьер-лига Украины | 12        | 0         | 2     | 0     | 0     | 0     | 1         | 0         |